# Rosarigasino

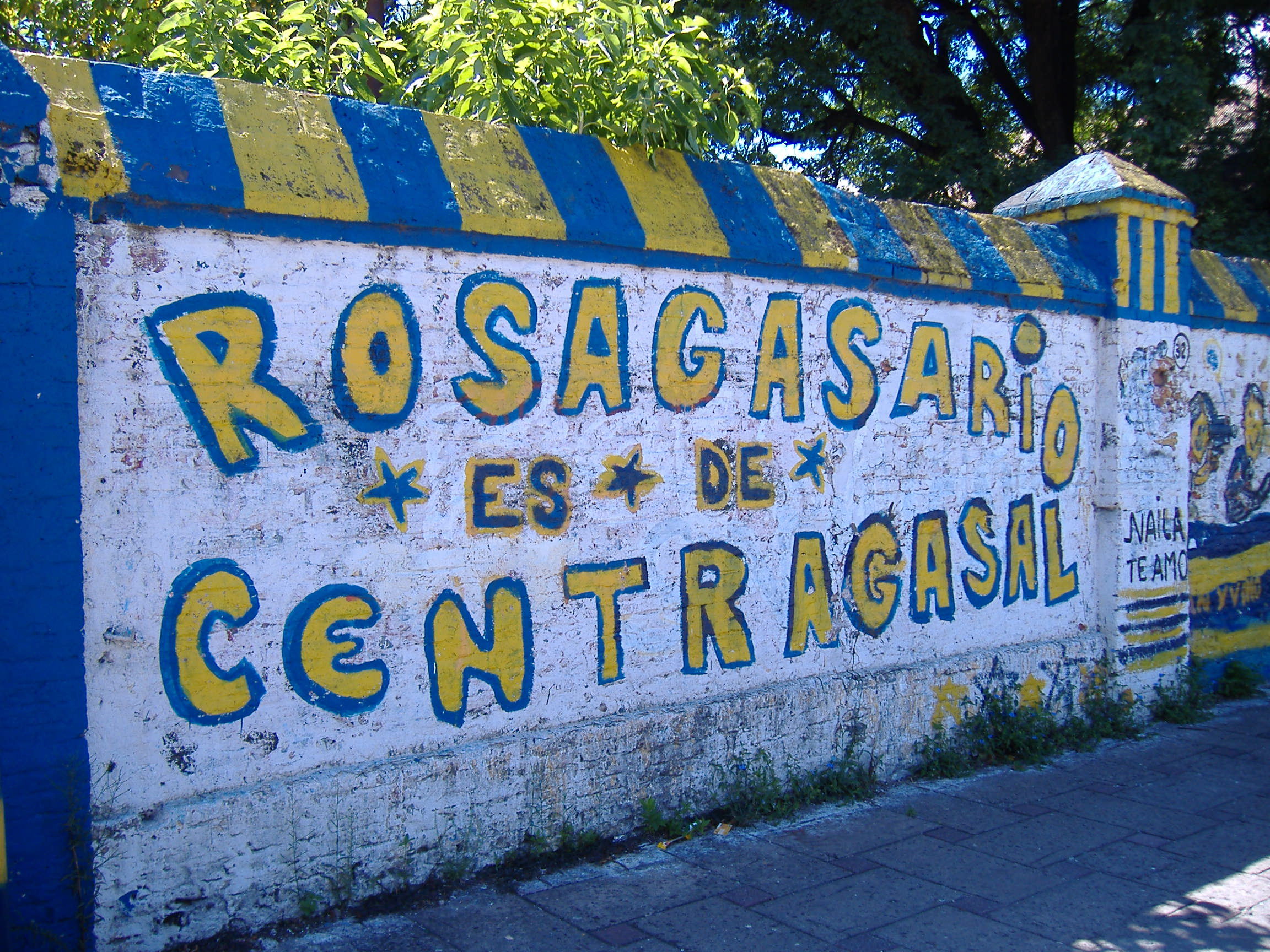
Ejemplo del rosarigasino

El rosarigasino o gasó es una especie de jerigonza nacida en la ciudad de Rosario, Argentina.
En la actualidad es poca la gente que lo conoce, y se usa siempre de manera jocosa.
El origen exacto es incierto; se cree que fue creado por los internos de la cárcel de encausados de Rosario a principios del siglo XX. Según Bernardo "Chiquito" Reyes, popular personaje rosarino y autor del libro Rosarigasino, el método:

"Los presos lo hablaban entre ellos para comunicarse sin que entendieran los guardias.

El primero en difundirlo fue el actor Salvador Naom, alias "Chita", quien daba funciones en las cárceles. Pero no está claro si "Chita" lo aprendió afuera y lo llevó a la cárcel o si fue al revés.

En la década del 50 lo hablaban mucho los periodistas, los artistas, y también las chicas de la calle que se reunían en el bar El Nacional, que estaba frente al teatro La Comedia, donde Alberto Olmedo trabajaba formando parte de la claque."

En los años ochenta, el actor cómico rosarino Alberto "Negro" Olmedo (1933-1988) divulgó esta jerga, entonces casi desaparecida, en sus sketchs humorísticos de televisión.
A raíz de esto, y especialmente luego de su fallecimiento, esta jerga (y el barrio Pichincha, donde nació) tuvieron un notable ascenso de popularidad en la Argentina, sobre todo en los años noventa.
En el año 2003, el actor Rene Bertrand encarnó un personaje llamado el "señogasor" o "el rosarigasino", en el programa televisivo dirigido por Gerardo Sofovich La peluquería de los Mateos.
El famoso cuartetero Carlos "La Mona" Jiménez en el año 2003, en su disco De caravana, dedicó toda una canción ("Lunfardo en gasé") cantada pura y exclusivamente en rosarigasino.

## Formación del gasó
El rosarigasino se genera agregando inmediatamente después de la vocal acentuada la sílaba gas; luego se repite la misma vocal (agregando si necesario el acento gráfico), y por fin se completa la palabra.
El mismo término rosarigasino está formado de esta manera (rosarino → rosari-gas-i-no) sobre la base del gentilicio «rosarino».
Estos son algunos ejemplos:
- Argentina → Argenti-gas-i-na
- bondi (modismo argentino para referirse al ómnibus)→ bo-gas-o-ndi
- calle San Martín→ ca-gas-a-lle San Marti-gas-í-n.
- Japón → Japo-gas-ó-n
- Monumento a la Bandera→ Monume-gas-e-nto a la Bande-gas-e-ra
- Peatonal Córdoba→ Peatona-gas-a-l Co-gas-ó-rdoba
- Policía → Polici-gas-í-a
- Burguesía → Burguesi-gas-í-a
- Revolución → Revoluci-gas-i-ón (mal, ver abajo)
- Revolución → Revolucio-gas-ó-n (bien)
- Marxismo → Marxi-gas-i-smo
- pollera → polle-gas-e-ra
- Provincia → Provi-gas-i-ncia
- Rosario → Rosa-gas-a-rio
- yerapo (pollera, tal como se pronuncia en el rioplatense, con las sílabas invertidas)→ yera-gas-a-po

## El gasó hoy
El rosarigasino cobró cierta vigencia gracias a una película estrenada en el 2001 que lleva por título justamente Rosarigasinos, con guion y dirección de Rodrigo Grande y en la que actúan Federico Luppi y Ulises Dumont quienes, en algunas escenas, utilizan esta jerga.
Después de la difusión del film, el cual ha ganado más de diez premios internacionales, comenzó a usarse este argot en Rosario para dar nombres a comercios, en anuncios publicitarios y en pintadas callejeras. 
En la ciudad de Rosario se encuentra una suerte de Academia o Asociación del Gasó, creada con fines lúdicos, y se ha editado un manual de uso, junto con el guion de la película mencionada. En 2005, Bernardo Reyes realizó una versión de Don Quijote de la Mancha en rosarigasino, con el título de Don Quijogasote de la Magasancha.

## Escritura
Algunas personas cambian, al escribir, la s de gas por una x, que en realidad tiene el mismo sonido (pero se realiza por una mera cuestión estética), por lo tanto la palabra «perro» se escribiría «pegaxerro» y se pronunciaría pegaserro.

## Ejemplos
- ¿Qué te parece si vamos a la escuela?
  - ¿Qué te paregasece si vagasamos a la escuegasela?
- Voy a escribir en gasó, en su variante.
  - Vogasoy a escribígasir en gasogasó, en su variagasante.
- Yo aprenderé a hablar en jerigonza.
  - Yo aprenderegasé a hablagasar en jerigogasonza.
- ¿Vos sabés hablar en jerigonza?
  - ¿Vogasós sabegasés hablagasar en jerigogasonza?
- Todos los seres humanos nacen libres e iguales en dignidad y en derechos. Están dotados de razón y de consciencia, y deben comportarse fraternalmente los unos con los otros.
  - Togasodos los segaseres humagasanos nagasacen ligasibres e iguagasales en dignidagasad y en deregasechos. Estagasán dotagasados de razogasón y de consciegasencia, y degaseben comportagasarse fraternagasalmente los ugasunos con los ogasotros.

Algunas palabras transformadas para convertirlas en rosarigasino (con los sonidos agregados en negrita):
El usar el "gasó" en todas las palabras largas es un caso in extremis, normalmente se disimulaban una o dos palabras por oración solamente. Para encriptar más su significado a ajenos al círculo se usaban palabras en lunfardo y/o vesre así en vez de "mujer" se puede usar "mina", se invierte como "nami" y con el gasó queda "nagasami". La gracia del rosarigasino es (o era) disimular palabras puntuales (sustantivos y/o verbos) para que no puedan entender la conversación extraños.

## Música
El tango «Nostagasalgias rosarigasinas», del autor porteño Daniel Ángel Tadey, está escrito íntegramente en rosarigasino.